# Taktshang

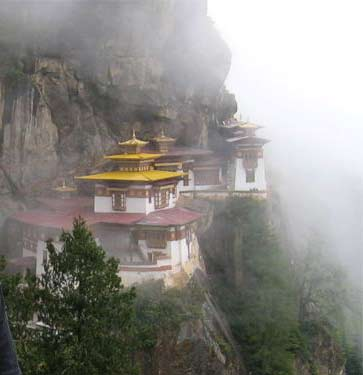
Taktshang-klostret.

Taktshang (spa phro stag tshang eller spa gro stag tshang) är det mest berömda klostret i Bhutan. Det är beläget på ett berg 3 120 m ö.h. och 700 meter ovanför Parodalen. Namnet, Taktshang (egentligen stag tshang), betyder "tigerns näste". Legenden säger att Padmasambhava flydde dit på en tigers rygg. I sin nuvarande form byggdes klostret år 1692. Det förstördes nästan helt år 1998 i en brand. Orsaken till branden är okänd. Klostret ombyggdes med hjälp av ett par fotografier och dagboksanteckningar.
Klostret har sju tempel som alla kan besökas. Man tar sig till klostret till fots eller ridande på häst. De som är inte bhutanesiska medborgare måste oftast ha ett specialtillstånd att besöka. Detta beviljas mestadels bara till buddhister som kommer till klostret för att meditera.